# Зоря Василь Михайлович
Васи́ль Миха́йлович Зоря́ (* 5 січня 1961) — учасник Афганської війни 1979–1989 років.

## Короткий життєпис
1983-го призваний до лав РА, пройшов військову підготовку в Ашхабаді. Протягом вересня 1983 — квітня 1985-го перебував в ДРА, 191-й мотострілецький полк, провінція Газні. Нагороджений медаллю «За бойові заслуги».
Працював у системі МВС, з 2006 року — підполковник у відставці.
Голова Барської районної Спілки ветеранів війни в Афганістані.

## Нагороди
- орден «За мужність III» ступеня (13.2.2015)